# Aldeanueva de Figueroa
Aldeanueva de Figueroa è un comune spagnolo di 325 abitanti situato nella comunità autonoma di Castiglia e León, provincia di Salamanca.